# SpVgg 1899 Leipzig
SpVgg 1899 Leipzig is een Duitse voetbalclub uit Lindenau, een stadsdeel van Leipzig. Voor 1945 was de club, naast VfB Leipzig en Dresdner SC een van de succesvolste Saksische clubs.

## Geschiedenis
De sportclub werd in 1899 opgericht als ATV Leipzig-Lindenau. De voetbalafdeling werd in 1903 onafhankelijk onder de naam SpVgg 1899 Leipzig-Lindenau. De club sloot zich aan bij de Midden-Duitse voetbalbond. Vele jaren lang was de club nog voor Fortuna Leipzig en Wacker Leipzig, de tweede club van de stad.
SpVgg speelde in de competitie van Noordwest-Saksen, waar ze in 1905/06 voor het eerst in de tweede klasse speelden. Een jaar later werd de club kampioen en promoveerde voor het eerst naar de hoogste klasse, die vanaf dan in twee groepen werd gespeeld. Na een middelmatig eerste seizoen eindigde de club in het tweede jaar samen met het grote VfB op de eerste plaats. In de testwedstrijd verloor de club met 4:1. Na twee kwakkelseizoenen werd de club voor het eerst kampioen in 1911/12. Hierdoor plaatste de club zich voor de Midden-Duitse eindronde waarin Budissa Bautzen, Chemnitzer BC en Dresdner SC met duidelijke cijfers verslagen werden. In de finale versloeg de club Wacker Halle met 1:0 en kroonde zich tot Midden-Duits kampioen. SpVgg plaatste zich nu ook voor de eindronde om de landstitel en trad voor het eerst nationaal op de voorgrond. Nadat de club eerst ATV 1896 Liegnitz versloeg met 3-2 werd de club in de halve finale verslagen door Karlsruher FV.
Het volgende seizoen eindigde de club gelijk met VfB bovenaan, maar VfB had 24 goals meer gemaakt en kreeg de titel toegewezen en werd later zelfs nog landskampioen. In 1913/14 werd SpVgg wel kampioen. In de Midden-Duitse eindronde werden Riesaer SV 03, Erfurter SC 1895 en Chemnitzer BC telkens met zware cijfers opzij gezet. In de finale stond de club tegenover VfB dat ondanks een vierde plaats in de competitie voor de eindronde geplaatst was als titelverdediger. SpVgg won met 2:1 en werd voor de tweede maal Midden-Duits kampioen. Beide clubs gingen naar de nationale eindronde waarin SpVgg verloor van SpVgg Fürth, rivaal VfB werd pas in de finale verslagen door datzelfde Fürth. SV Eintracht 04 Leipzig zwaaide de volgende jaren met de scepter en SpVgg eindigde steeds in de middenmoot. In het eerste naoorlogste seizoen werd de club wel weer kampioen, maar werd in de eindronde meteen verslagen door Dresdner Fußballring. Twee jaar later volgende een nieuwe titel. De eindronde werd geherstructureerd tot een groepsfase waarin de club tweede werd achter Wacker Halle.
De volgende titel kwam in 1921/22 en ook werd de Midden-Duitse titel weer veroverd met het maximum van de punt. In de nationale eindronde was de eerste ronde het eindstation, boosdoener van dienst was 1. FC Nürnberg. Twee jaar later werd de club voor de vierde en laatste maal kampioen. De Midden-Duitse eindronde werd opnieuw in knock-outfase gespeeld en na overwinningen op Zwickauer SC, Fortuna Magdeburg en Wacker Halle werd de vierde Midden-Duitse titel behaalde. In de nationael eindronde werd VfB Königsberg met de grond gelijk gemaakt (6-1), maar in de halve finale verloor de club van HSV met 0-1. Na nog een derde plaats het volgende seizoen zakte de club langzaam weg en in 1926/27 eindigde de club samen met BC Arminia op de voorlaatste plaats. Ook de volgende twee seizoenen speelde de club tegen degradatie en belandde daarna in de middenmoot.
Het laatste succes van de club kwam in 1931 toen de club bekerwinnaar werd van Midden-Duitsland en zich zo plaatste voor de eindronde om de landstitel, waar de club door Fürth uitgeschakeld werd. De volgende twee jaar werd de club wel telkens nog derde in de competitie.
In 1933 werd de competitie grondig hervormd. De Gauliga werd ingevoerd als hoogste klasse en voor Saksen werden vijf competities van de voormalige Midden-Duitse bond verenigd. Uit Leipzig mocht enkel de top twee deelnemen (Wacker en VfB). SpVgg ging in de Bezirksklasse Leipzig spelen, die nu als tweede klasse fungeerde. Na een titel in 1935 slaagde de club er niet in te promoveren, twee jaar later lukte dat wel. Aan het einde van het seizoen had de club evenveel punten als Guts Muts Dresden, maar had een slechter doelsaldo en degradeerde. In 1943 fusioneerde de club tijdelijk om oorlogsredenen met TuRa Leipzig en speelde nog twee jaar in de Gauliga.
Na de oorlog werden alle Duitse clubs ontbonden en later heropgericht. In 1945 al werd de club heropgericht als SG Lindenau-Hafen. In 1948 speelde de club in de Saksische Landesliga en sloot zich in 1949 aan bij ZSG Industrie Leipzig (Sachsen). In 1951 werd de club weer onafhankelijk en onderging door de jaren heen nog enkele naamswijzigingen; ZSG Industrie-Hafen, SG Hafen Leipzig-Lindenau, BSG Stahl Hafen Leipzig en BSG Fortschritt West Leipzig.
Op sportief vlak kon de club niet meer aan de vooroorlogse successen aanknopen en speelde in de lagere reeksen. Tot in de jaren tachtig speelde de club in de Bezirksliga Leipzig, de derde klasse. In 1990 fusioneerde de club met BSG Motor Lindenau en nam na de Duitse hereniging opnieuw de historische naam aan SpVgg 1899 Leipzig aan.

## Erelijst
Kampioen Noordwest-Saksen
1912, 1914, 1919, 1921, 1922, 1924
Kampioen Midden-Duitsland
1912, 1914, 1922, 1924
Beker Midden-Duitsland
1931
Kampioen Bezirksklasse Leipzig
1935, 1937